# هنرييت هانسن
هنرييت هانسن (بالنرويجية البوكمول: Henriette Hansen)‏ هي مغنية أوبرا وراقصة باليه وممثلة نرويجية، ولدت في 7 مايو 1814 في كريستيانية ‏ في النرويج، وتوفيت بنفس المكان في 1892.